# Lasioloma phycophorum
Lasioloma phycophorum är en lavart som först beskrevs av Vain., och fick sitt nu gällande namn av R. Sant. 1952. Lasioloma phycophorum ingår i släktet Lasioloma och familjen Ectolechiaceae.   Inga underarter finns listade i Catalogue of Life.